# 岸部一徳
岸部 一徳（きしべ いっとく、1947年〈昭和22年〉1月9日 - ）は、日本の俳優・ベーシスト・作詞家・実業家。
本名：岸部 修三（きしべ しゅうぞう）。旧芸名：岸部 修三（きしべ おさみ）、岸部 おさみ。愛称は
サリー。
ザ・タイガース・PYG・井上堯之バンドのベーシストとして活躍し、その後俳優に転じている。身長181 cm。京都府京都市出身。京都市立伏見工業高等学校建築科 卒業。
所属事務所は自らが代表を務める株式会社アン・ヌフ。2019年末から2023年5月の吸収合併による解散まで、沢田研二の個人事務所である株式会社ココロ代表取締役社長を務めた。

## 来歴

### ザ・タイガース時代まで
京都市で生まれ育つ。9人きょうだいの三男（すぐ下の四男が岸部四郎）。父親は元憲兵であった。小学1年生の途中で伯母（父の姉）を頼って熊本県へ引っ越すが、一年後には再び京都へ戻る。その後も小学校だけで4回ほど変わるなど転校が多かった。京都市立北野中学校で瞳みのると同級生となり、ともに牛乳配達のアルバイトをするなど親交を結ぶ。京都市立伏見工業高等学校建築科に進学、住居も左京区となる。別の高校に進んだ瞳とは交友がいったん途絶えるが高校2年生の頃に四条河原町で再会、森本太郎や加橋かつみも加えた4人で遊ぶようになった。1964年12月12日には地元の京都新聞夕刊の読者写真コンテストに「踊る若者たち」というタイトルで入選した作品に偶然写ったこともあった。翌1965年に、4人によってバンド「サリーとプレイボーイズ」が結成され、これが「ザ・タイガース」の母体となった。このバンド名は当時の岸部が、『ロング・トール・サリー』（のっぽのサリー）に引っ掛けて「サリー」と仲間からあだ名されていたことに由来する。「サリー」のあだ名は後のザ・タイガース時代にも愛称となった。岸部はバンドでベーシストを務める。1966年にはボーカルに沢田研二を加えてバンド名を「ファニーズ」と改称、京都や大阪で高い人気を得る。
同年11月に上京し、グループは「ザ・タイガース」となった。同時にファニーズ時代の瞳に代わって岸部がリーダーとなる。また、グループを上京させた内田裕也の命でメンバーの芸名を決めた際、本名の読みを「おさみ」に変えている。
1967年2月5日、シングル『僕のマリー/こっちを向いて』でデビュー。B面の「こっちを向いて」は岸部によるボーカル曲である。ジャッキー吉川とブルーコメッツ、ザ・スパイダースとは異なる若手GSとして脚光を浴び、ボーカルの沢田や瞳の大人気も相まって、シングル4枚目の『君だけに愛を』で一気に頂点へ上り詰め、以降解散まで「GSの王者」として君臨する。
当時はベーシストとしてだけでなく、一部の楽曲では本格的なバリトンヴォイスを披露した。タイガース時代のみならず、後のPYGや井上堯之バンド時代を通して、岸部のコーラスは沢田研二のボーカルを引き立てるために重要な要素であった。
当時のタイガースのファン層は10代の少女が中心だったこともあり、アイドルとしての人気は華やかな沢田と瞳に集中する反面、大人びた雰囲気であった岸部には男性ファンが多く付いていた。また、リーダーとして沢田をはじめメンバーから厚く慕われていた。また、メンバーの中でもかなりの音楽通として知られ、当時アメリカに滞在していた弟の四郎からの最新音楽情報もあり、タイガースのステージでのレパートリーは、主に岸部が選曲し、ギターの森本太郎がアレンジをするといった形で決められていった。
1969年、メンバーの加橋かつみの脱退を受け、弟の四郎（シロー）を新メンバーとして加入させる。1970年には四郎と『サリー&シロー』名義でアルバム『サリー&シロー トラ70619』を発売した。沢田単独でのテレビ出演などが増えてきたこの時期、「10円コンサート」などのロックフェスティバルに、沢田を除くタイガースのメンバーにムッシュかまやつやミッキー吉野らを加えた布陣で『岸部おさみグループ』と名乗り出演することもあった。
1971年1月24日、日本のミュージシャンとしては初の単独日本武道館公演となった「ザ・タイガース・ビューティフル・コンサート」をもってタイガースは解散した。

### PYG時代
1971年2月1日に元タイガースの沢田研二、元テンプターズの萩原健一、大口広司、元スパイダースの大野克夫・井上堯之らとバンド「PYG」を結成し、同年4月シングル『花・太陽・雨/やすらぎを求めて』でレコードデビューした。この曲では、岸部が作詞を担当している。
岸部自身が志向していた音楽はディープ・パープル、レッド・ツェッペリン、ブラック・サバスといったハードロックであり、ライブではそういったレパートリーも数多く演奏していたが、所属事務所である渡辺プロのあくまでも商業ベースを貫く姿勢に、オリジナルにおいては思うような音楽が出来ず、また1972年中盤からは、既に俳優としての活動が多くなっていた萩原の主演するテレビドラマ『太陽にほえろ!』が人気番組となり、音楽活動への参加が難しくなったために、同年秋にPYGは事実上解散した。
PYG解散後は沢田研二と萩原健一を除いたメンバーで「井上堯之バンド」として独立する。

### 井上堯之バンド時代
井上バンド結成後は、沢田のバッキングや萩原主演作品のサントラを中心に活動した。1975年6月19日の鶴岡市民会館「沢田研二コンサート」をもって井上バンドを脱退、ミュージシャンを廃業する（レコーディング作品としては、沢田のシングル『時の過ぎゆくままに』が最後）。これは、岸部自身が「音楽的に向上する努力をしなくなったため」と語っているように、1970年代に入りクロスオーバー、フュージョンといった新しいジャンルの音楽の台頭を受け、沢田の楽曲や井上バンドの音楽性も時代に合わせた変化を遂げようとしていた時期にあった。だが、元来のストレートなハードロックを志向する岸部はその流れに懐疑的であり、かつスラップ奏法などの新しい演奏テクニックの修得に消極的だったことも廃業の一因となっている。それにより、リーダーの井上との関係が複雑化し、「脱退」という形で公表された。
岸部と沢田は、その後も現在に至るまで親密な関係を築いており、タイガース再結成や後述の「TEA FOR THREE」、また2011年9月よりスタートした沢田のコンサートツアー「沢田研二LIVE 2011-2012」 では再びベーシストとして沢田と共に活動しているほか、2007年1月の還暦祝いには、沢田から赤いちゃんちゃんこならぬ赤いベースギターを贈られた。

### 俳優転向から現在まで
1975年に、久世光彦プロデューサーの薦めで『悪魔のようなあいつ』に出演して、本格的に俳優に転身する。転身にあたり、久世の紹介を受けて、悠木千帆（後の樹木希林）と安田道代が興していた芸能事務所に面接を経て所属する。1976年には、樹木の考案で「岸部おさみ」から実父である岸部徳之輔の徳、そして一から再出発という意味合い、樹木と仲のよかった市川森一から名前をもらって「岸部一徳」へと改名する。
1990年、小栗康平監督の『死の棘』での演技で第14回日本アカデミー賞最優秀主演男優賞を受賞。カンヌ国際映画祭でも本作はグランプリを受賞し、高評価を得た。主演俳優としても頂点に立つが、大林宣彦をはじめ、市川崑、北野武らからもラブコールを受けて作品の常連として出演するなど、その後も様々な役をこなすバイプレーヤーとして活躍する。
俳優転向後も度々音楽活動を行っており、1981年から1983年のタイガース再結成に参加したほか、1988年タイガース・メモリアル・クラブ・バンドに参加し、2年程在籍した。1997年には沢田研二、森本太郎と共に、ロック・ユニットTEA FOR THREEを結成し（現在、活動休止中）、PYG時代〜井上堯之バンド時代を髣髴とさせるプレイを録音した。
2003年、木村拓哉との共演がシリーズとなっていた富士通「FMV」のCMでは、木村とCharがギターを弾くところにベースを弾きながら岸部が乱入するCMバージョンが製作され、ベースの腕前を披露した。
弟の四郎が借金で苦しんでいる時、マネージャーを介してまとまった金銭を四郎に貸した。四郎が、マネージャーを通して後で返すと伝えると「返済不要」と告げたという。
息子の岸部大輔は、パウンチホイールのベーシストとして2004年10月にCDデビューをしている。2008年11月公開の映画『GSワンダーランド』では同一の場面での登場はないものの、親子共演を果たした。また、2010年10月4日放送の『世にも奇妙な物語』にて、堀北真希主演でタイガースのサリー似の男性に恋をしている作品に、書店の店主役で出演している。2012年6月7日放送の『カエルの王女さま』第9話では、父が扮する井坂清忠の青年期を演じた。
2011年9月には沢田研二のコンサート・ツアー「LIVE2011〜2012」に森本太郎、瞳みのると共に参加、33都市、全38公演すべて、全曲においてベーシストとして参加した。また、中学校時代からの親友で、ザ・タイガースのドラマーであった瞳みのるへのメッセージ・ソングとして「Long Good-by」を作詞した。その詞に沢田が補作詞し、森本が作曲して沢田が歌っている。この曲がきっかけとなり、瞳との38年ぶりのツアーでの再会となった。
2013年12月、タイガースが、1969年の加橋かつみ脱退以来、44年ぶりとなるオリジナル・メンバー集結によるライブを日本武道館や東京ドームなどで開催し、全公演に参加した。2014年には、自ら俳優として出演するテレビドラマ『医龍4〜Team Medical Dragon〜』の劇中でシタールの演奏を披露した。
2015年、第23回橋田賞を受賞した。
2017年に古稀（70歳）を迎えたが、瞳みのるによれば、タイガースのメンバーによる一徳の古希を祝う会を京都の先斗町で開いたという。
2023年6月25日、さいたまスーパーアリーナで開催された『沢田研二 LIVE 2022-2023「まだまだ一生懸命」 ツアーファイナル バースデーライブ !』にスペシャルゲストとして出演し、ザ・タイガース時代の曲などを演奏した。

## エピソード
- 初期の『太陽にほえろ!』メインテーマや、「傷だらけの天使」のメインテーマでベースを弾いている[11]。後者の最終回のラストシーンに流れるデイブ平尾の『一人』という曲の作詞は修三名義の岸部である。
- 日本を代表するベーシストとして有名な後藤次利（元々はギタリストだった）に初めてベースの手ほどきをしたのは、岸部である[25]。
- レッド・ツェッペリンのベーシストのジョン・ポール・ジョーンズが、来日公演の際にテレビで観た岸部のプレイに感動し、しきりに会いたがっていたという逸話もある。| 「 | 初めて日本に行ったとき、「PYG」という日本のバンドをテレビで見た。そして、俺達の「Babe I Gonna Leave You」をやっていたんだ。ベースの奴はとんでもないスゴ腕でね。俺よりもいいんじゃないかと思ったぐらいだ。会いたかったんだが、結局会えずじまいだった。後にテツ（山内テツ）に会った時に「あれはお前か」と聞いたんだが、テツではなかったらしいよ。 | 」 |

## 出演

### テレビドラマ
- 悪魔のようなあいつ（1975年、TBS） - 左川
- 寺内貫太郎一家2 第24話（1975年、TBS） - 野村先生
- 気まぐれ天使（1976年 - 1977年、日本テレビ） - 岡崎
- 大河ドラマ (NHK総合)
  - 黄金の日日（1978年） - 彦助
- 宴のあと〜自称 小川真由美の調書〜（1978年10月29日、NHK総合） - 堀川進（あさはらのぼる）
- 気まぐれ本格派 第24話（1978年4月5日、日本テレビ） - ススム
- 銀河テレビ小説 (NHK総合)
  - 鳥獣の寺（1979年4月30日 - 5月11日） - 杉刑事
  - 夢で愛して（1985年5月20日 - 6月14日、大阪局制作） - 荒牧大五郎
  - 暗闇のセレナーデ（1985年9月9日 - 10月9日） - 河村定男
  - 風を愛して（1986年） - 梶木忠太郎
- 続・事件 海辺の家族（1978年、NHK総合） - 浜村努
- 修羅の旅して（1979年10月28日、NHK総合） - 古木悟
- 探偵物語 第9話（1979年11月13日、日本テレビ） - 夏八木吾郎
- 土曜ドラマ（NHK総合）
  - 阿修羅のごとく（パート2）（第4話、1980年2月9日） - 宅間
  - 君はまだ歌っているか（1981年） - 猪瀬章
  - 愛が聞こえます（1993年） - 岩下徹
  - マチベン（第4話、2006年）- 新田昇一
  - 再生の町（2009年8月29日 - 9月26日） - 間宮哲夫
  - メイドインジャパン（2013年1月26日 - 2月9日、「土曜ドラマスペシャル」） - 譲原三郎
  - 夫婦善哉（2013年8月24日 - 9月14日） - 維康半兵衛
- 港町純情シネマ（1980年4月25日 - 7月18日、TBS）
- 大竹しのぶのああ!この愛なくば・頑張っせよ邦ちゃん（1980年8月28日、日本テレビ） - 加東応志
- 旅がらす事件帖 第12話（1980年12月23日、関西テレビ） - 保本進吾
- ドラマ人間模様（NHK総合）
  - 万葉の娘たち（1981年1月 - 2月） - 阿部
  - 太陽の子 てだのふあ（1982年10月17日 - 11月14日） - 梶山先生
- 裸の大将放浪記 第4話 「悪いことをすると虫になるので」（1981年1月18日、関西テレビ） - 加廊富吉
- 御宿かわせみ 第23話「花冷え」（1981年3月18日、NHK総合）
- 星の牧場（1981年11月2日 - 11月3日、NHK総合）
- 山を走る女（1981年11月19日、日本テレビ） - スナックの店主
- 続・夢千代日記（1982年1月17日 - 2月14日　NHK総合） - 矢口
- 陽あたり良好!（1982年、日本テレビ） - 漫画家
- 壬生の恋歌（1983年4月20日 - 10月26日、NHK総合） - 山南敬助
- 熱帯夜（1983年9月9日 - 9月23日、フジテレビ）
- 連続テレビ小説（NHK総合）
  - 心はいつもラムネ色（1984年） - 横川エンタツ
  - はっさい先生（1987年） - 庄助
  - ふたりっ子（1996年） - 織田信雄
  - 芋たこなんきん（2006年） - 花岡常太郎
  - だんだん（2008年） - 田島宗助
- 火曜サスペンス劇場（日本テレビ）
  - 「回遊海路～北九州病院長バラバラ殺人事件」（1984年3月27日） - 本山（釣具店主：事件の犯人）[27]
  - 女検事・霞夕子（3）「非常階段を降りる女」（1987年1月13日） - 木之木寛
  - 唐津火模様殺人事件（1987年1月27日）
  - 松本清張作家活動40年記念スペシャル・ゼロの焦点（1991年7月9日） - 鵜原宗太郎
  - 24時間半（1997年1月14日） - 島義男
  - 警視庁鑑識班5（1998年5月12日） - 江島有三
  - 警視庁鑑識班8（1999年12月14日） - 出村雄三
- サントリーミステリースペシャル 「澪つくし高校連続殺人事件」（1985年12月6日、朝日放送） - 猪木達夫
- 中部日本放送創立35周年記念番組 元禄サラリーマン考〜朝日文左衛門の日記（1986年3月9日、CBC） - 神谷段之右衛門
- 京都サスペンス「芙蓉の花は血の色」（1987年11月23日、関西テレビ・京都映画）
- 土曜ドラマスペシャル「新・東京物語」（1989年2月25日、TBS）
- 予言ドキュメンタリードラマM8.5直下型東京大地震（1990年4月9日、日本テレビ）[28][29]
- 思い出トランプ（1990年9月21日、TBS） - 野田
- 女正月（1991年1月7日、TBS） - 久保誠一
- 雁金屋草紙（1991年3月19日、朝日放送）
- 土曜ワイド劇場（テレビ朝日）
  - 「松本清張スペシャル・数の風景」（1991年3月30日） - 夏井武二
  - 「臨場する女 捜査検事 雨音香」（2016年1月23日） - 柳橋裕[30]
- のんのんばあとオレ（1991年8月19日 - 8月23日、NHK総合） - 父親
- 森の石松 すし食いねェ!ご存じ暴れん坊一代（1992年1月8日、フジテレビ） - 武市
- 悪女（1992年、よみうりテレビ） - 三島達郎
- 愛してるよ!（1993年10月11日 - 12月27日、テレビ朝日） - 佐野信二
- ドラマ新銀河（NHK総合）
  - この指とまれ!!（1995年） - 板東誠
  - 京都発・ぼくの旅立ち（1996年）
  - この指とまれ2（1997年） - 板東誠
- 豊臣秀吉 天下を獲る!（1995年、テレビ東京） - 千利休 役
- 月曜ドラマスペシャル「熊野路伝説殺人事件」（1996年、TBS）
- 恋のバカンス（1997年、日本テレビ）
- 金曜エンタテイメント「女弁護士水島由里子の危険な事件ファイル」（1997年、フジテレビ） - 財前光義
- 楽園の橋「青春の光と影、家族との別れ・奔放な愛に何を見た」（1998年6月29日、よみうりテレビ） - 有沢宗安[31]※第3回読売テレビシナリオ大賞受賞作品
- なにさまっ!（1998年、TBS） - 村越和彦
- Seven's Face（2000年） - 松坂幸男
- 京極夏彦 「怪」 第4話「福神ながし」（2000年9月15日） - 叶屋幸左衛門
- ある日、嵐のように（2001年、NHK総合） - 田口祐三
- ブラック・ジャック（2001年、TBS） - 諸岡修三
- 女と愛とミステリー高木検事室の事件簿「紫陽花は死の香り」（2001年9月2日、BSジャパン）
- 本家のヨメ（2001年10月8日 - 12月10日、よみうりテレビ） - 山田崇
- 医者と患者〜Doktor/Kranke（2001年12月2日 - 30日、BSフジ）
- 神の手をもつ絵師 若冲（2001年12月11日、NHKBShi「ハイビジョンスペシャル」） - 伊藤若冲
- 私立探偵 濱マイク 第4話（2002年、よみうりテレビ）
- 夢のカリフォルニア（2002年4月12日 - 6月28日、TBS） - 山崎次男
- 相棒（2002年 - 2010年・2021年、テレビ朝日） - 小野田公顕
- 忠臣蔵〜決断の時（2003年1月2日、テレビ東京） - 色部又四郎
- 緋色の記憶〜美しき記憶の秘密〜（2003年1月6日 - 1月27日、NHK総合） - 濱田徳士
- 向田邦子の恋文（2004年1月2日、TBS） - 父
- 乱歩R（2004年1月12日 - 3月15日、よみうりテレビ） - 雷道
- それからの日々（2004年1月31日、テレビ朝日） - 江崎行男
- 天切り松 闇がたり（2004年7月30日、関西テレビ） - 永井荷風
- 夏目家の食卓（2005年1月5日、TBS） - 美学者・迷亭
- クライマーズ・ハイ（２００５年、NHK）- 等々力竜司
- 今夜ひとりのベッドで（2005年、TBS） - 友永竜之介
- 瑠璃の島（2005年4月16日 - 6月18日、日本テレビ） - 小浜学
- 医龍 -Team Medical Dragon-シリーズ（フジテレビ） - 野口賢雄 
  - 医龍 -Team Medical Dragon-（2006年4月13日 - 6月29日）
  - 医龍 -Team Medical Dragon- 2（2007年10月11日 - 12月20日）
  - 医龍 -Team Medical Dragon- 3（2010年10月14日 - 12月16日）
  - 医龍 -Team Medical Dragon- 4（2014年1月9日 - 3月20日）
- まだそんなに老けてはいない（2007年1月27日、テレビ朝日） - 小野寺信治
- めぞん一刻（テレビ朝日） - 四谷さん
- めぞん一刻 浪人編（2007年）
  - めぞん一刻 完結編（2008年）
- 怪奇大作戦 セカンドファイル（2007年4月2日 - 4月16日、NHK総合） - 的矢忠
- 生きる（2007年9月9日、テレビ朝日） - 助役
- ひまわり〜夏目雅子27年の生涯と母の愛〜（2007年9月16日、TBS） - 小達宗一
- しゃばけシリーズ（フジテレビ） - 藤兵衛
- しゃばけ（2007年11月24日）
  - うそうそ（2008年11月29日）
- 「信長の棺」完結編 敵は本能寺にあり（2007年12月16日、テレビ朝日） - 清玉上人
- Tomorrow〜陽はまたのぼる〜（2008年、TBS） - 仙道郁夫
- 僕の島/彼女のサンゴ（2008年6月6日、NHK総合） - 哲司
- 帽子（2008年8月2日、NHK総合） - 河原雅之
- ありふれた奇跡 （2009年1月8日 - 3月19日、フジテレビ） - 中城朋也
- 白洲次郎 （第1回：2009年2月28日・第2回：2009年3月7日・第3回：2009年9月23日、NHK総合） - 近衛文麿
- だましゑ歌麿 （2009年9月12日、テレビ朝日） - 蔦屋重三郎
- 不毛地帯 （2009年10月8日 - 2010年3月11日、フジテレビ） - 里井達也
- 旅する夫婦（2010年10月2日、CBC）
- ドラマSP「大阪ラブ&ソウル」（2010年11月6日、NHK総合）
- スクール!!（2011年1月16日 - 3月、フジテレビ） - 武市幹城
- さよならぼくたちのようちえん（2011年3月30日、日本テレビ）
- 境遇（2011年12月3日、朝日放送） - 後藤良隆
- カエルの王女さま（2012年4月12日 - 6月21日、フジテレビ） - 井坂清忠
- ドクターX〜外科医・大門未知子〜シリーズ（テレビ朝日） - 神原晶
  - ドクターX〜外科医・大門未知子〜 第1期（2012年10月 - 12月）
  - ドクターX〜外科医・大門未知子〜 第2期（2013年10月17日 - 12月19日）
  - ドクターX〜外科医・大門未知子〜 第3期（2014年10月9日 - 12月18日）
  - ドクターX〜外科医・大門未知子〜 スペシャル （2016年7月3日）
  - ドクターX〜外科医・大門未知子〜 第4期（2016年10月13日 - 12月22日）
  - ドクターX〜外科医・大門未知子〜 第5期（2017年10月12日 - 12月14日）[32]
  - ドクターX〜外科医・大門未知子〜 第6期（2019年10月17日 -12月19日）
  - ドクターX～外科医・大門美知子～ 第7期（2021年10月14日 - 12月16日）
- ヒトリシズカ（2012年10月 - 11月） - 伊東孝俊
- まほろ駅前番外地 第7話（2013年2月22日、テレビ東京） - 早坂
- 金曜プレステージ「鬼女」（2013年6月28日、フジテレビ） - 飯塚幸助
- オリンピックの身代金（2013年11月30日・12月1日、テレビ朝日） - 須賀修一郎
- ドラマ10 聖女（2014年8月19日 - 10月7日） - 前原光郎
- 最強のオンナ（2014年10月5日、毎日放送「秋のドラマ特別企画」） - 長谷川恭一
- 木曜時代劇（NHK総合）
  - ぼんくら 第1話（2014年10月16日） - 加吉
  - ちかえもん（2016年） - 平野屋忠右衛門 [33]
- 水曜ミステリー9「事故調」（2015年4月1日、テレビ東京） - 権田邦夫
- 復讐法廷（2015年2月7日、テレビ朝日） - 吉岡勇
- しんがり 山一證券 最後の聖戦（2015年9月20日 - 10月25日、WOWOW） - 有原泰蔵
- 遺産争族（2015年10月 - 12月、テレビ朝日） - 河村恒三 [34][35]
- 新春スペシャルドラマ「坊っちゃん」（2016年1月3日） - 狸 [36]
- 99.9-刑事専門弁護士-（TBS） - 斑目春彦 
  - 99.9 -刑事専門弁護士- SEASON I（2016年4月17日 - 6月19日）[37]
  - 99.9 -刑事専門弁護士- SEASON II（2018年1月14日 - 3月18日）
  - 99.9 -刑事専門弁護士- 完全新作SP新たな出会い篇 〜映画公開前夜祭〜（2021年12月29日）[38]
- 模倣犯（2016年9月21・22日、テレビ東京） - 武上悦郎[39]
- 社長室の冬（2017年4月30日 - 5月28日、WOWOW） - 三池高志
- 時代劇スペシャル「無用庵隠居修行」シリーズ（BS朝日） - 勝谷彦之助 
  - 時代劇スペシャル「無用庵隠居修行」（2017年9月15日）
  - 時代劇スペシャル「無用庵隠居修行2」（2018年9月8日）[40]
  - 時代劇スペシャル「無用庵隠居修行3」（2019年9月13日）
  - 時代劇スペシャル「無用庵隠居修行4」（2020年9月22日）
  - 時代劇スペシャル「無用庵隠居修行7」（2023年9月28日）[41]
  - 時代劇スペシャル「無用庵隠居修行9」（2025年9月23日〈予定〉）[42]
- 白い巨塔（2019年5月22日 - 26日、テレビ朝日） - 大河内恒夫 [43]
- Heaven? 〜ご苦楽レストラン〜（2019年7月19日 - 9月10日 、TBS） - 山縣重臣 / 第8話・浦海晴臣
- 最後のオンナ（2020年1月6日、テレビ東京） - 皆川雄一郎
- 七人の秘書（2020年10月22日 - 12月10日、テレビ朝日） - 粟田口十三[44][45]
- 川のほとりで 第3話・第6話（2021年4月、WOWOW） - チャメさん[46]
- 二月の勝者-絶対合格の教室-（2021年10月16日 - 12月18日、日本テレビ） - 白柳徳道[47]
- 罠の戦争（2023年1月16日 - 3月27日、関西テレビ・フジテレビ） - 鶴巻憲一[48]
- 探偵ロマンス（2023年1月21日 - 2月11日、NHK総合） - 伝兵衛[49]
- 昔はおれと同い年だった田中さんとの友情（2024年8月15日、NHK総合） - 田中喜市[50]
- 民王R（2024年10月22日 - 12月10日、テレビ朝日） - 二木正一[51]
- ドクターY〜外科医・加地秀樹〜 第7弾（2024年11月30日、テレビ朝日） - 神原晶[52]

### 配信ドラマ
- ドクターY〜外科医・加地秀樹〜シリーズ（テレビ朝日・auビデオパス） - 神原晶
  - ドクターY〜外科医・加地秀樹〜 第1期（2016年9月28日 - 11月6日）
  - ドクターY〜外科医・加地秀樹〜 第2期（2017年9月26日 - 10月31日）
  - ドクターY〜外科医・加地秀樹〜 第3期（2018年9月15日 - 9月29日）[53]

### 映画
- ドリフターズですよ!前進前進また前進（1968年） - ザ・タイガース
- ザ・タイガース 世界はボクらを待っている（1968年4月） - サリー
- ザ・タイガース 華やかなる招待（1968年12月） - 赤塚修
- ザ・タイガース ハーイ!ロンドン（1969年7月） - サリー
- 炎の肖像（1974年12月） - 井上堯之バンドメンバー（ベーシスト）
- 天使を誘惑（1979年12月） - 徳山君彦
- スローなブギにしてくれ（1981年4月）
- えきすとら（1982年8月） - 兵藤道継
- だいじょうぶマイ・フレンド（1983年4月） - 白衣の男A
- 細雪（1983年5月） - 板倉
- 時をかける少女（1983年7月） - 福島利男
- ダブルベッド（1983年8月） - 加藤敏之
- ときめきに死す（1984年2月） - 泳ぐ男
- 夕ぐれ族（1984年4月） - サラリーマン
- お葬式（1984年11月） - 明
- 生きてみたいもう一度 新宿バス放火事件（1985年3月） - 石井義治
- さびしんぼう（1985年4月） - 吉田先生
- 夢千代日記（1985年6月） - 山倉のおっちゃん
- ひとひらの雪（1985年9月） - 宮津
- 花いちもんめ。（1985年10月） - 石本義和
- 彼のオートバイ、彼女の島（1986年4月） - 新聞記者
- 必殺! III 裏か表か（1986年5月） - 彦松
- キネマの天地（1986年8月） - 緒方監督
- 首都消失（1987年1月） - 安原（北斗電機研究所員）
- 吉原炎上（1987年6月） - 国さん
- ゴルフ夜明け前（1987年12月） - 後藤象二郎
- 風の又三郎 ガラスのマント（1989年3月） - 大旦那の使いの男
- その男、凶暴につき（1989年8月） - 仁藤
- 死の棘（1990年4月） - トシオ（日本アカデミー賞最優秀主演男優賞、キネマ旬報賞主演男優賞、全国映連主演男優賞）
- 大誘拐 RAINBOW KIDS（1991年1月） - 柳川大作
- 天河伝説殺人事件（1991年3月） - 道伝正一
- ふたり（1991年5月） - 北尾雄一
- 電影少女-VIDEO GIRL AI-（1991年6月） - 謎の男
- あいつ（1991年8月） - 東力也
- 必殺!5 黄金の血（1991年11月） - 三之助
- 女殺油地獄（1992年5月） - 豊島屋・七左衛門
- 青春デンデケデケデケ（1992年10月） - 寺内先生
- 空がこんなに青いわけがない（1993年2月） - 斎藤重役
- はるか、ノスタルジィ（1993年2月） - 編集長・岡崎
- 僕らはみんな生きている（1993年3月） - 富田賢造 （日本アカデミー賞助演男優賞）
- 水の旅人 侍KIDS（1993年7月） - 楠林文博 （日本アカデミー賞助演男優賞）
- 病院で死ぬということ（1993年7月） - 山岡医師 （日本アカデミー賞助演男優賞）
- 帰って来た木枯し紋次郎（1993年11月） - 木崎の五郎蔵 （日本アカデミー賞助演男優賞）
- 教祖誕生（1993年11月） - 呉（日本アカデミー賞助演男優賞）
- 女ざかり（1994年6月） - 政治家・榊原善六
- RAMPO 奥山・黛 両バージョン（1994年6月） - カフェの主人 役、帝室美術館門番
- 熱帯楽園倶楽部（1994年9月） - タチバナさん
- 平成無責任一家 東京デラックス（1995年1月） - 二十日市君夫
- マークスの山（1995年4月） - 木原郁夫（修學院大学学長）
- RAMPO インターナショナル・バージョン（1995年5月） - カフェの主人 役、帝室美術館門番
- EAST MEETS WEST（1995年8月） - ジョン万次郎（通弁方）
- あした（1995年9月） - 笹山剛
- 眠る男（1996年2月） - チーフ
- ビリケン（1996年8月） - 通天閣観光株式会社社長
- 風のかたみ（1996年10月） - 三條中納言
- 八つ墓村（1996年10月） - 田治見要蔵・久弥・庄左衛門
- いちご同盟（1997年3月） - 上原清直
- 夏時間の大人たち HAPPY-GO-LUCKY（1997年3月） - あつお
- ご存知!ふんどし頭巾（1997年10月） - 諌早要
- D坂の殺人事件（1998年5月） - 笠森糺
- 風の歌が聴きたい（1998年7月） - 美馬院長
- Beautiful Sunday（1998年11月） - 上野真吾
- のど自慢（1999年11月） - 審査委員長
- 鮫肌男と桃尻女（1999年2月） - 田抜政二
- 39 刑法第三十九条（1999年5月） - 名越文雄
- お受験 OJUKEN（1999年7月、松竹） - 聖園小学校校長先生 （友情出演）
- 豚の報い（1999年7月） - 医者
- ざわざわ下北沢（2000年7月） - 私服警官A
- 顔（2000年8月） - 花田英一
- 長崎ぶらぶら節（2000年9月） - 西條八十
- 淀川長治物語・神戸篇 サイナラ（2000年9月） - 弁士
- 五条霊戦記 GOJOE（2000年10月） - 平忠則
- 新・仁義なき戦い。（2000年11月） - 粟野和市
- 降霊 KOUREI（2001年5月） - 北見教授
- 青の瞬間（2001年5月） - 多田有三
- 真夜中まで（2001年8月） - 南部
- 陰陽師（2001年10月） - 帝
- 助太刀屋助六（2002年2月） - 榊原織部
- ピーピー兄弟/THE BLEEP BROTHERS（2002年3月） - 徳三
- チキン・ハート（2002年8月） - 村瀬
- さゞなみ（2002年11月） - 尾花先生
- ぼくんち（2003年4月） - 末吉まもる
- ぷりてぃ・ウーマン（2003年5月） - 森下隆太郎
- ゲロッパ!（2003年8月） - 金山正男
- 座頭市（2003年9月） - 銀蔵
- 東京原発（2004年3月） - 大野財務局長
- ラブドガン（2004年6月） - 丸山定
- 69 sixty nine（2004年7月） - 松永先生
- ミラーを拭く男（2004年8月） - 米田義弘
- 娘道成寺 蛇炎の恋（2004年8月） - 村上英寿
- SURVIVE STYLE5+（2004年9月） - 小林達也
- ニワトリはハダシだ（2004年11月） - 灰原喜重郎
- ヴィタール（2004年12月） - 柏淵教授 役
- レディ・ジョーカー（2004年12月） - 白井誠一（日之出麦酒副社長）
- 理由（2004年12月） - 佐野利明（ヴァンダール千住北ニューシティー管理人）
- 火火（2005年1月） - 石井利兵衛
- 埋もれ木（2005年6月） - 建具屋
- いつか読書する日（2005年7月） - 高梨槐多 （ヨコハマ映画祭助演男優賞）
- 亡国のイージス（2005年7月） - 瀬戸和馬（内閣情報官）
- 寝ずの番（2006年4月） - 笑満亭橋弥
- フラガール（2006年9月） - 吉本紀夫
- 悲しき天使（2006年10月） - 沖島啓介
- 暗いところで待ち合わせ（2006年11月） - 本間政幸（ミチルの父）
- 犬神家の一族（2006年12月） - 犬神寅之助
- 気仙沼伝説（2006年）
- バッテリー（2007年3月） - 校長先生
- アルゼンチンババア（2007年3月） - 白井順三
- 22才の別れ Lycoris 葉見ず花見ず物語（2007年8月） - 医者
- HERO（2007年9月） - 桂山薫（裁判長）
- 象の背中（2007年10月） - 藤山幸一
- 転々（2007年11月） - 岸部一徳
- 犬と私の10の約束（2008年3月） - コンビニおじさん
- 相棒 -劇場版- 絶体絶命! 42.195km 東京ビッグシティマラソン（2008年5月、東映） - 小野田公顕
- カメレオン （2008年7月） - 厚木義武
- 次郎長三国志（2008年9月） - 大政
- ハッピーフライト（2008年11月） - 高橋昌治
- GSワンダーランド（2008年11月） - 松田重吉（ファインレコーズ社長） （日本映画批評家大賞助演男優賞）
- The ショートフィルムズ/みんな、はじめはコドモだった（2008年12月） - 浦島駄郎
- 大阪ハムレット（2009年1月） - 叔父さん（東京国際映画祭日本映画ある視点特別賞）
- 旭山動物園物語 ペンギンが空をとぶ（2009年2月） - 柳原清之輔
- のんちゃんのり弁（2009年9月） - 戸谷長次
- 釣りバカ日誌20 ファイナル（2009年12月） - 原常務
- BOX 袴田事件 命とは（2010年5月）
- 必死剣鳥刺し（2010年7月） - 津田民部
- 十三人の刺客（2010年9月） - 三州屋徳兵衛
- 信さん・炭坑町のセレナーデ（2010年11月）
- 相棒 -劇場版II- 警視庁占拠! 特命係の一番長い夜（2010年12月、東映） - 小野田公顕
- まほろ駅前多田便利軒（2011年） - 早坂（まほろ署刑事）
- 大鹿村騒動記（2011年、東映） - 能村治
- 天地明察（2012年） - 伊藤重孝
- 少年H（2013年、東宝） - 柴田
- 上京ものがたり（2013年）
- 共喰い（2013年） - 刑事
- 人類資金（2013年） - 本庄一義
- 舞妓はレディ（2014年9月13日） - 北野織吉
- まほろ駅前狂騒曲（2014年10月18日）
- 正しく生きる（2015年3月7日） - 主演・柳田[54]
- ゆずり葉の頃（2015年5月23日） - 珈琲歌劇の店主
- FOUJITA（2015年11月14日公開、日本・フランス）[55]
- 団地（2016年） - 山下清治[56]
- 家族の日（2016年、花三） - ターザン
- TAP THE LAST SHOW（2017年、東映） - 毛利喜一郎[57]
- アウトレイジ 最終章（2017年10月7日） - 森島 [58]
- 北の桜守（2018年3月10日） - 山岡和夫
- 空飛ぶタイヤ（2018年6月15日） - 狩野威[59]
- 鈴木家の嘘（2018年11月16日） - 主演・鈴木幸男 [60]
- 轢き逃げ 最高の最悪な日（2019年5月10日） - 柳公三郎[61]
- 一度も撃ってません（2020年7月3日） - 石田和行
- 総理の夫（2021年9月23日） - 原久郎[62]
- 99.9-刑事専門弁護士-THE MOVIE（2021年12月30日、松竹） - 斑目春彦[63]
- 首（2023年11月23日、KADOKAWA） - 千利休 [64][65]
- 劇場版ドクターX FINAL（2024年12月6日、東宝） - 神原晶[66]

### CM
- 明治製菓「明治ミルクチョコレート」「デラ」「トースト・ココナッツ・バー」など

ザ・タイガースとして1967年から1970年までイメージキャラクターを務めた。
- コーセー、明星食品「クイックワン」

ザ・タイガース再結成時に出演した。
- フットワーク - 樹木希林と共演。
- Apple 「マッキントッシュ」
- 松下電工 「インバータ蛍光灯」

「取り替えるならインバータ」のキャッチコピーで人気を集めた。
- カゴメ 「六条麦茶」
- 富士通 「FMV」（2003年） - 木村拓哉と共演[11]。
- 大日本除虫菊 「キンチョール」 - 主に大滝秀治のほか、元井須美子らと共演。
- ロート製薬 「パンシロン新胃腸薬」
- ツーカー（関西限定） - 観月ありさと共演。
- オートバックス - 相武紗季と共演
- キリンビール 「一番搾り」(1997年) - ナレーションでの形で沢田研二と共演
- ソニー・コンピュータエンタテインメント/アルファ・システム 『俺の屍を越えてゆけ』（1999年）

2011年発売のリメイク版CMにも出演。さらに2014年7月発売の『俺の屍を越えてゆけ2』WebCMにも出演し、メイキング動画では「自分の歴史と繋がっている様で、特別な感情がある」との感想を語っている。
- 法律事務所MIRAIO 「バッファローとライオン編」「人と猿編」（2009年）
- ケンミン食品 「焼ビーフン」（2010年）
- アサヒ飲料 WONDA缶コーヒー「ゴルフ場に副社長編」ほか（2010年） - 唐沢寿明らと共演。
- LIXIL「リクシルって知ッテル?」（2011年） - 堤真一と共演。
- サッポロビール黒ラベル「大人エレベーター」シリーズ第8弾（2011年） - 妻夫木聡、高田純次と共演[67]
- リクルート 「スタディサプリ」（2016年） - 長谷川博己と共演[68]。
- 全保連（2016年 - ）[69]
- ACジャパン「2019年度支援キャンペーン『まごまごするより、まず検診。』」（2019年）[70]

## ディスコグラフィ
ザ・タイガース時代の作品はザ・タイガース#ディスコグラフィを参照、PYG時代の作品はPYG#ディスコグラフィを参照。

### 参加シングル
- いいのかな（ザ・ワイルド・ワンズ、コーラスのみ参加）
- 太陽にほえろ!メインテーマ（井上堯之バンド）
- 死んでもいい（沢田研二）
- 恋は邪魔もの（沢田研二）
- 時の過ぎゆくままに（沢田研二）
- 兄貴のブギ（萩原健一＆水谷豊）
- 君を真実に愛せなくては他の何も続けられない（Tea for three）

など

### 参加アルバム
- サリー&シロー トラ70619（サリー&シロー）
- 太陽にほえろ！サウンドトラック（井上堯之バンド）
- 傷だらけの天使サウンドトラック（井上堯之バンド）
- JULIE III '71 日生リサイタル（沢田研二）
- JULIE IV 今僕は倖せです（沢田研二）
- JEWEL JULIE 追憶（沢田研二）
- 比叡山フリー・コンサート（沢田研二）
- タイガース・メモリアル・クラブ・バンド（タイガース・メモリアル・クラブ・バンド）
- タイガース・メモリアル・クラブ・バンド II「ぼくと、ぼくらの夏」（タイガース・メモリアル・クラブ・バンド）

など

## ザ・タイガース時代の岸部によるボーカル曲一覧

### オリジナル曲
- こっちを向いて
- 雨のレクイエム
- 730日目の朝（加橋かつみとの掛け合いボーカル）
- ハーフ&ハーフ
- 世界はまわる
- 脱走列車
- 自由の哲学（サリー＆シロー）
- マザー・ネイチャー（サリー&シロー）
- どうにかなるさ（サリー&シロー）
- しま模様の空（サリー&シロー）
- 羊大学校歌（サリー&シロー）
- 愛についての一考査（サリー&シロー）
- めちゃめちゃ陽気なバンドのテーマ（再結成タイガース・1982年）

### カバー曲
- イエスタディ（ザ・ビートルズ）
- アズ・ティアーズ・ゴー・バイ（ザ・ローリング・ストーンズ）
- テル・ミー（ザ・ローリング・ストーンズ）
- ザ・ラスト・タイム（ザ・ローリング・ストーンズ）
- アイム・オールライト（ザ・ローリング・ストーンズ）
- ドック・オブ・ザ・ベイ（オーティス・レディング）

## 主な使用楽器
500/1（ Höfner 500/1）（1965年製）
ザ・ビートルズのポール・マッカートニーの使用で有名なベースギター。そのボディーシェイプから通称「バイオリン・ベース」とも呼ばれる。アマチュア時代、ザ・ファニーズとして大阪・道頓堀筋のジャズ喫茶「ナンバ一番」で活動していた1966年3月26日、大阪にて￥61000で購入（「ザ・タイガース日本の青春」森本太郎の日記より）。以後、ザ・タイガース時代を通して岸部のメインベースとして使用される。ザ・タイガース解散後、PYG、井上堯之バンド時代は表舞台に出ることはなかった。1981年の「さよなら日劇ウエスタン・カーニバル」でのザ・タイガース再結成で久しぶりに使用しようとしたが、あまりの保管の悪さに加えメンテナンスの無さに既に使用に耐えうるものにはなっておらず、この時新しい・500/1を購入している。
1982年のザ・タイガース同窓会コンサートの模様を収録したビデオ「ALIVE」のインタビューシーンでは、タイガース時代の激しいステージアクションで腰骨が当たった裏面の塗装が剥げ落ち、ピックアップのエスカッションをガムテープでかろうじて固定してある状態の1本目を抱え、「もう音は出ないんですけど……」と語っていた。
以後、ザ・タイガースの再結成イベント等ではこの2本目のヘフナー・500/1を使用している。最初の500/1は加橋かつみを通じて修理したと言われる。
また、経緯は不明であるが、2003年に木村拓哉、Charと共演した富士通のCM「FMV バンド編」で使用したカール・ヘフナー・500-1は岸部本人のものではなく、ザ・タイガースのギタリストで親友の森本太郎が率いるバンド「森本太郎とスーパースター」のベーシスト・海老沢雄一のものである。
フェンダー・ジャズベース（1本目）
ザ・タイガース時代の1967年に銀座山野楽器にて購入。色はサンバースト。ローズウッド指板で、リアピックアップ部分に大型のブリッジカバーが取り付けられている。ライヴやTV出演時に時折使用されたほか、ザ・タイガース主演映画「ザ・タイガース 華やかなる招待」でも使用している。
またタイガース解散後もサブとしてスタンバイされており、昭和47年のNHK紅白歌合戦において、沢田研二の「許されない愛」のバックを演奏した際には、この1本目が使用された。
フェンダー・ジャズベース（2本目）
ザ・タイガース時代の1968年に旅行先のアメリカにて購入。色はサンバースト。メイプル指板で、ブロック（四角い）ポジションマークのモデルである。ザ・タイガース最後期のライヴやTV出演時に時折使用され、ザ・タイガース解散後はPYG、井上堯之バンド時代を通してメインベースとして使用された。また、1982年のザ・タイガース同窓会コンサートツアーでも使用された。